# Parc territorial Kugluk/Bloody Falls
Le parc territorial Kugluk/Bloody Falls (Kugluk est l'inuinnaqtun pour « chutes d'eau » et Bloody Falls l'anglais pour « chutes sanglantes ») est situé dans la région de Kitikmeot dans le territoire canadien du Nunavut à 15 km au sud-ouest de Kugluktuk. Le parc a une superficie de 25 acres et il est situé autour des chutes Bloody (en) de la rivière Coppermine. Il a été catégorisé lieu historique national en 1978.
Le parc est probablement plus connu comme étant le lieu du massacre des chutes Bloody (en) qui s'est déroulé lorsque les guides tchipewyans de Samuel Hearne ont massacré un groupe d'Inuits du cuivre qui campaient aux chutes.